# Maurits van Nierop
Maurits Willem Albert van Nierop (Kaapstad (Zuid-Afrika), 11 mei 1983 – aldaar, 24 september 2008) was een Nederlands cricketer.
Van Nierop doorliep alle jeugdselecties van het Nederlands team, meestal als aanvoerder. Hij speelde van 2001 tot 2003 onder een contract bij de Engelse cricketclub MCC. Hij heeft tot 2006 bij de Nederlandse hoofdklasseclub VRA gespeeld, waarna hij naar Zuid-Afrika verhuisde om daar te cricketen bij de club Claremont. Hij speelde voor het Nederlands elftal van 2002 tot 2006 en was vlak voor zijn overlijden weer toegevoegd aan de selectie van het Nederlands elftal om deel te nemen aan het WK Twenty20 cricket.
Op de nacht van zijn overlijden was van Nierop uitgegaan samen met Ryan Maron, de coach van VRA. Hij werd door een beveiligingsmedewerker gevonden bij een twee meter hoge muur.
Van Nierop was een zoon van Albert van Nierop, bestuurder bij de Koninklijke Nederlandse Cricket Bond. Zijn oom Ed van Nierop is voorzitter van VRA en manager bij het Nederlands cricketteam.